# Villa Woudestein
Villa Woudestein is een beschermd rijksmonument aan de Luitenant Generaal van Heutszlaan in Baarn, in de provincie Utrecht.
Woudestein is een van de grootste villa's in Baarn. Het is in 1885 gebouwd door A.L. van Gendt voor advocaat M.C. van Hall uit Amsterdam. Hij was directeur van de Banque de Paris et des Pays-Bas en mede-oprichter van de Baarnse Bouwterrein Maatschappij, de projectontwikkelaar van het Prins Hendrikpark. De volgende eigenaar is suikerfabrikant Samuel van Musschenbroek die de grote villa als zomerverblijf gebruikt. Hij laat in 1908 de toren op het huis verhogen met een verdieping. De aanvankelijke grootte van het terrein blijkt uit de ligging van het bijbehorende tennisveld met tennishuisje in chaletstijl aan de tegenwoordige Marielaan.
In de tweede helft van de 20e eeuw was het gebouw in gebruik als Luthers rusthuis. Na 1992 kreeg het een kantoorfunctie. De tuin is in de 20e eeuw verkleind. Links van de hoofdingang bevindt zich een toren van vier verdiepingen.
Grote verbouwingen waren er in 1908 en 1917. De meeste kamers op de begane grond hebben nog stucwerk. De meeste slaapkamers op de tweede verdieping hadden geen haardplaats. De villa werd bij de bouw meest als zomerverblijf gebruikt.